# 普沃茨克省
普沃茨克省（województwo płockie）是波蘭歷史上的一個省，始於1975年。1999年1月1日被併入馬佐夫舍省和羅茲省。
1998年面積5,117平方公里。人口520,900人。首府普沃茨克。